# Lachapelle-sous-Chanéac
Lachapelle-sous-Chanéac är en kommun i departementet Ardèche i regionen Auvergne-Rhône-Alpes i sydöstra Frankrike. Kommunen ligger  i kantonen Saint-Martin-de-Valamas som ligger i arrondissementet Tournon-sur-Rhône. År 2022 hade Lachapelle-sous-Chanéac 159 invånare.

## Befolkningsutveckling
Antalet invånare i kommunen Lachapelle-sous-Chanéac
Referens: INSEE